# Ivan Antonovich Efremov
Ivan Antonovich Efremov (Ivan Yefremov, 22/4/1908-5/10/1972) là một nhà văn người Nga, nổi tiếng với các tác phẩm khoa học viễn tưởng và là một nhà cổ sinh vật học tại Viện Cổ sinh vật học (Палеонтологический институт РАН) thuộc viện Hàn lâm Khoa học Nga, người đã đoạt giải Stalin năm 1952 cho các công trình nghiên cứu mồ học. Ông bắt đầu viết tiểu thuyết từ năm 1944, với tác phẩm đầu tay xuất bản khi đó là "Đất nổi sóng" (The Land of Foam, nguyên bản tiếng Nga: На краю Ойкумены). Nhiều tác phẩm của ông như "Đất nổi sóng", "Tinh vân Tiên Nữ", "Trái tim của rắn" (Сердце Змеи), "Những con tàu vũ trụ" (Звёздные корабли), truyện ngắn "Ôl-gôi Khôr-khôi" (Олгой-Хорхой kể về một loài giun tử thần Mông Cổ) đã được dịch ra nhiều thứ tiếng và một số đã được dựng làm phim.

## Tác phẩm

### Giả tưởng

#### Tiểu thuyết
- Đất nổi sóng: 1946
- Những con tàu vũ trụ: 1947
- Tinh vân Tiên Nữ: 1957
- Thais, kỹ nữ thành Athens, 1972

#### Truyện ngắn
- Ôl-gôi Khôr-khôi: 1942-1944
- Kim cương ống: 1942-1943

### Không giả tưởng
- Con đường gió: 1958

### Chuyển thể
- Tinh vân Tiên Nữ: phim dài 77 phút năm 1967 của đạo diễn Yevgeni Sherstobitov

## Giải thưởng
- Huân chương Lá cờ Đỏ Lao động năm 1945 cho các nghiên cứu trong cổ sinh vật học
- Huân chương Lá cờ Đỏ Lao động năm 1968 cho các thành tựu phát triển văn học và giáo dục chủ nghĩa cộng sản
- Huân chương Huy hiệu Danh dự
- Giải Stalin năm 1952 cho các cồng trình mồ học đăng tải trong cuốn sách "Тафономия и геологическая летопись" xuất bản năm 1950

## Vinh danh
- Một tiểu hành tinh trong vành đai tiểu hành tinh chính, phát hiện tháng 2 năm 1976 bởi Nikolay Stepanovich Chernykh đã được đặt theo tên ông: 2269 Efremiana
- Tên của ông được đặt cho thư viên Efremova tại quê hương ông, làng Vyritsa. Tại đây, từ 1997, hàng năm có tổ chức hội nghị độc giả Efremov.[1]
- Giải thưởng văn học Ivan Efremova trao cho các đóng góp cho sự phát triển và thăng tiến của các tiểu thuyết.[2]